# Stadtbaukunst alter und neuer Zeit
Stadtbaukunst alter und neuer Zeit war eine Zeitschrift für Stadtbaukunst, Stadtplanung, Städtebau und Architektur, die zwischen 1920 und 1928 verlegt wurde.

## Publikationsgeschichte
Stadtbaukunst alter und neuer Zeit wurde vom deutschen Architekten und Kunsthistoriker Cornelius Gurlitt zusammen mit dem Architekten und Stadtplaner Bruno Möhring herausgegeben. Alleiniger Schriftleiter war der Berliner Architekt Walter Lehweß. Sie erschien halbmonatlich. 
Die ersten 14 Hefte des 1. Jahrgangs enthielten die von Bruno Taut verfasste Beilage Frühlicht.
Ab 1924 erschien die Zeitschrift unter den Titel Stadtbaukunst alter und neuer Zeit und Friedhof und Denkmal, zuletzt als Stadtbaukunst alter und neuer Zeit, Friedhof und Denkmal. 
Bis 1926 wurde sie im Berliner Architekturverlag Der Zirkel verlegt und anschließend im Pontos-Verlag. 
1928 wurde ihr Erscheinen eingestellt.